# Linotipo

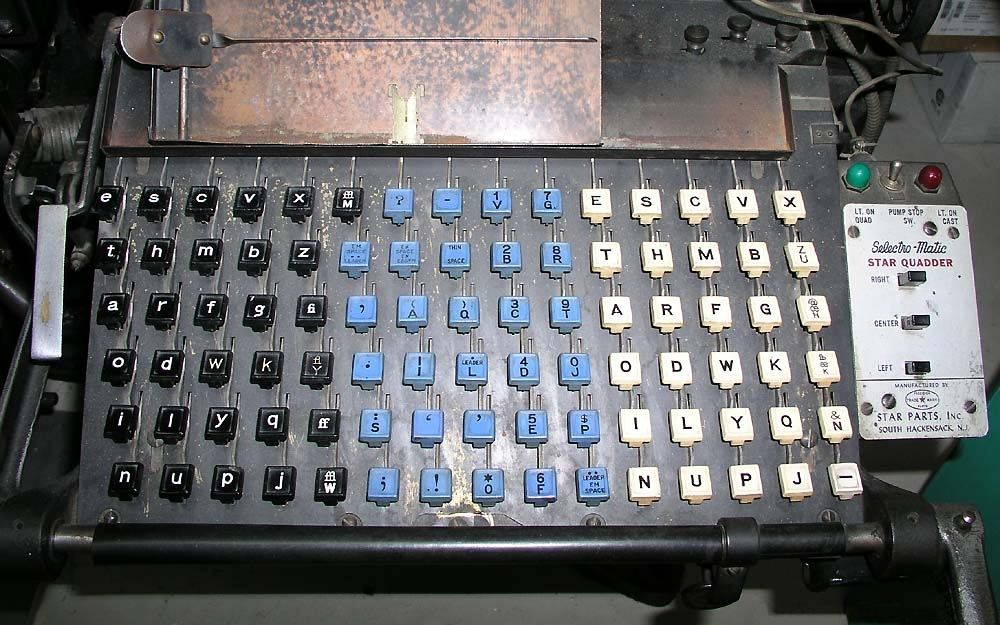
Teclado de um linotipo.

Linotipo ou linótipo é uma máquina inventada por Ottmar Mergenthaler em 1884, na Alemanha, que funde em bloco cada linha de caracteres tipográficos, composta de um teclado, como o da máquina de escrever. As matrizes que compõem a linha-bloco descem do magazine onde ficam armazenadas e, por ação do distribuidor, a ele voltam, depois de usadas, para aguardar nova utilização. As três partes distintas — composição, fundição e teclado — ficam unidas em uma mesma máquina. A capacidade de produção é de seis mil a oito mil toques por hora. Suas matrizes (superfícies impressoras) são em baixo relevo, justapostas em um componedor (utensílio no qual o tipógrafo vai juntando a mão, um a um, os caracteres que irão formar as linhas de composição). O próprio operador despacha para a fundição, a 270 graus Celsius.
Mesmo com a quase extinção da técnica, com a chegada da imprensa offset, alguns lugares ainda trabalham com o maquinário de linotipos. Cidades interioranas, como Blumenau (Santa Catarina) mantêm até hoje gráficas que trabalham com a linotipia e até com o processo de impressão de tipos móveis, onde cada letra tem que ser escolhida e montada uma a uma.
Algumas das máquinas, produzidas nos EUA, datam de mais de cem anos anos e continuam sendo usadas normalmente, para impressão de jornais, livros e convites.